# Zobbenitzer Pax
Die Zobbenitzer Pax ist ein Wald- und Wiesengebiet in der Gemarkung von Calvörde.

## Lage
Die Zobbenitzer Pax liegt nördlich der Rantenhorst und der Klüdener Pax. Im Westen liegt der Marktflecken Calvörde, im Norden liegt Lössewitz und nordöstlich liegt Zobbenitz.

## Besonderheiten
Die Zobbenitzer Pax ist Bestandteil des Naturschutzgebietes Klüdener Pax-Wanneweh. Durch das Gebiet fließt die Wanneweh, ein Seitenarm der Ohre.